# Rock 'n' Roll Nightmare
Série
Intercessor: Another Rock 'N' Roll Nightmare
(2005)
Pour plus de détails, voir Fiche technique et Distribution.
Rock 'n' Roll Nightmare est un film canadien réalisé par John Fasano, sorti en 1987.

## Synopsis
Dans une ferme isolée, un groupe de metal, les Tritons, cherche l'inspiration et va devoir se confronter au Prince des ténèbres lui-mêmes.

## Fiche technique
- Titre : Rock 'n' Roll Nightmare
- Autre titre : The Edge of Hell
- Réalisation : John Fasano
- Scénario : Jon Mikl Thor
- Musique : Jon Mikl Thor
- Photographie : Mark Mackay
- Montage : Robert Williams
- Production : Jon Mikl Thor
- Société de production : Thunder
- Pays :  Canada
- Genre : Comédie horrifique, fantastique et film musical
- Durée : 83 minutes
- Dates de sortie : 
  -  États-Unis : juillet 1987 (vidéo)

## Distribution
- Jon Mikl Thor : John Triton
- Adam Fried : Phil, le manager des Tritons
- Jillian Peri : Lou Anne
- Teresa Simpson : Randy
- Frank Dietz : Roger Eburt
- Liane Abel Dietz : Mary Eburt
- Denise Dicandia : Dee Dee
- Jim Cirile : Stig
- David Lane : Max
- Gene Kroth : Karl
- Rusty Hamilton : la séductrice
- Carrie Schiffler : Cindy Connelly
- Cindy Cirile : la mère
- Jesse D'Angelo : le petit garçon
- Chris Finkel : le père

## Accueil
Le site Not Coming to a Theater Near You évoque un film « cheap, mal réalisé, mais qui ne ment pas sur ce qu'il est ». Le film est considéré comme un nanar et est l'objet d'une chronique sur le site Nanarland.